# 篠原南町
篠原南町（しのはらみなみまち）は兵庫県神戸市灘区の町名。現行行政地名は篠原南町一丁目から篠原南町七丁目。
令和2年国勢調査（2020年10月1日）における世帯数1,953、人口3,759、うち男性1,786人、女性1,973人。郵便番号は657-0059。

## 地理
旧・篠原村（篠原字）の南部にあたる区域。東は八幡町、南は東から順に神前町、将軍通、都賀川を越えて南西の角の北まで水道筋、西はそこから南から順に倉石通、中原通、北は阪急神戸線を隔て西で僅かに天城通に接しその東は篠原中町。東から順に一～七丁目が設置されている。

## 施設
- 六甲寺
- 照光寺

かつては篠原南町六丁目に六甲のおいしい水の採水場があった。2004年に同市西区に移転した。